# مخالفت‌ها با فرگشت
از زمانی که ایده‌های فرگشتی در قرن نوزدهم مطرح شد، مخالفت‌ها با فرگشت نیز مطرح گردیدند. زمانی که چارلز داروین کتاب خود را با عنوان خاستگاه گونه‌ها در سال ۱۸۵۹ منتشر کرد، نظریهٔ فرگشت او نخست با مخالفت از سوی دانشمندانی با نظریه‌های متفاوت مواجه شد؛ اما در نهایت به‌طور فراگیری در محافل علمی مورد تأیید قرار گرفت. بیشترین مخالفت‌ها با فرگشت از جانب آن دسته از افراد مذهبی که باور دارند گونه‌ها طی شش روز آفریده شده‌اند و از آغاز تا پایان ثابت بوده‌اند و خواهند بود، ابراز شده‌است.

## موارد عنوان شده برای رد فرگشت

### فقدان مشاهده

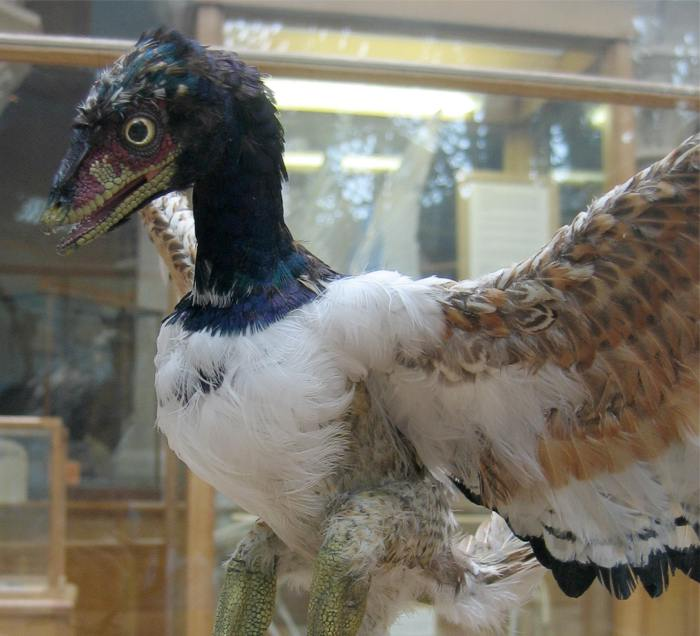
فسیل‌های انتقالی مانند Archaeopteryx (آرکائوپتِریکس) برای تقربیاً ۱۵۰ سال محور ثابت مناقشات خلقت-فرگشت بوده.

ادعای رایج خلقت‌گرایان (آفرینش‌گرایان) این است که فرگشت هرگز مشاهده نشده. درگیرشدن با چنین ایراداتی غالباً به مناظره‌هایی بر سر تعریف فرگشت ختم می‌شود. بنابر تعریفِ زیست‌شناسانهٔ متعارف از فرگشت، مشاهدهٔ وقوع فرگشت موضوع ساده‌ای است. فرایندهای فرگشتی، به شکل تغییرِ نسل به نسل در ترکیب ژنتیک جمعیتی، در زمینه‌های متفاوت علمی مشاهده شده؛ از جمله فرگشت مگس میوه، موش، و باکتری در آزمایشگاه. این گونه مطالعات روی فرگشت آزمایشگاهی، به‌ویژه آن‌هایی که از میکرواُرگانیسم‌ها استفاده می‌کنند، درک با اهمیتی از چگونگی وقوع فرگشت فراهم می‌کنند؛ به‌خصوص در مورد مقاومت آنتی‌بیوتیک.
در پاسخ به این نمونه‌ها، خلقت‌گرایان مشخص می‌کنند که منظور ایرادات آن‌ها تنها ماکرواُرگانیسم است، نه میکرواُرگانیسم. اکثر سازمان‌های خلقت‌گرا وقوع کوتاه‌مدت و نسبتاً کوچک تغییرات فرگشتی را رد نمی‌کنند، که حتی در رشد و پرورش سگ هم مشاهده شده. در عوض، خلقت‌گرایان وقوع تغییرات بزرگِ فرگشتی در طول دوران‌ها را رد می‌کنند، که امکان مشاهدهٔ مستقیم آن وجود ندارد، و تنها از فرایندهای میکروفرگشتی (ریزفرگشتی) و آثار و نشانه‌های فرایندهای ماکروفرگشتی (تغییر فرگشتی عظیم) استنتاج شده‌اند.
طبق تعریفی که زیست‌شناسان از ماکروفرگشت می‌دهند، هم میکروفرگشت و هم ماکروفرگشت مشاهده شده. برای مثال، گونه‌زایی، بر خلاف تصور غلط عمومی، به دفعات بسیاری مشاهده شده. علاوه بر آن، سنتزِ فرگشتیِ امروزه در فرایندهایی که با نظریهٔ فرگشتی توصیف شده، تمایزی بین ماکروفرگشت و میکروفرگشت قائل نمی‌شود.
فسیل‌های انتقالی نیز پیوندهای پذیرفتنی میان چندین گروه متفاوت از جانداران برقرار می‌کند؛ مانند آرکائوپتِریکس که پرنده‌ها را با دایناسورها پیوند می‌دهد؛ یا تیکتالیت که ماهی‌ها را با دوزیست‌های اندام‌دار پیوند می‌دهد. خلقت‌گرایان این مثال‌ها را رد می‌کنند؛ با این اظهار که فسیل‌ها شوخیِ فریب‌آمیزند یا اینکه فسیل‌ها منحصراً به یک گروه یا گروه دیگری تعلق دارند، و نیز با این اظهار که از گونه‌های انتقالی شواهد فراوان‌تری باید وجود داشته باشد. خود داروین نیز تعداد اندکِ گونه‌های انتقالی را یکی از بزرگ‌ترین ضعف‌های نظریه‌اش عنوان کرد.
داروین مجذوب کلکسیون محدود آن زمان، مدت زمان به‌غایت زیاد دخیل، و نرخ و سرعت تغییر متفاوت در برخی گونه‌های زنده شده بود که از فسیل‌های دوران سیلوریَن تفاوت بسیار کمی پیدا کرده بودند. در ویرایش‌های بعدی (در کتابش) او اضافه کرد: «مدت زمانی که طی آن گونه‌ها متحمل تغییر و تبدیل می‌شده‌اند، گرچه به سال بسیار طولانی شمرده می‌شوند، احتمالاً در مقایسه با مدت زمانی که طی آن همین گونه‌ها بدون هیچ تغییر و تبدیلی باقی ماندند، کوتاه است». تعداد فسیل‌های انتقالی واضح (و تمیز) نسبت به روزگار داروین افزایش بسیار زیادی داشته و این مشکل تا حد زیادی با ظهور نظریهٔ تعادل نقطه‌ای برطرف شده.
هر چه مدرک و شاهد مستقیم بیشتری برای فرگشت گونه‌های واسطه (یا گونه‌های میانی) و گونه‌به‌گونه جمع می‌شود، خلقت‌گرایان فهم خود را از به وجود آمدن "نوع‌ها یا گونه‌های خلق‌شده" دوباره تعریف کرده‌اند، و تأکید کرده‌اند که نمایش و اثبات مؤثرتری باید به شکل آزمایشی (آزمایشگاهی) تولید شود. گونه‌ای از این ایراد و اعتراض چنین است که "آیا شما آنجا بودی؟"، که توسط "کِن هَم" "خلقت‌گرای زمین جوان" مطرح شد. ایراد آن بر این است که از آنجا که هیچ‌کس جز خداوند قادر به مشاهدهٔ مستقیم رویدادها در گذشته‌های دور نیست، ادعاهای علمی تنها گمانه‌زنی یا قصه‌گویی‌اند. در رشته‌هایی چون اخترفیزیک یا هواشناسی، که مشاهدهٔ مستقیم یا آزمایش‌های لابراتواری مشکل یا ناممکن است، در عوض، روش علمی بر مشاهده و استنتاج منطقی تکیه می‌کند. در این رشته‌ها تست ابطال‌پذیری به‌این صورت است که یک نظریه برای پیش‌بینی نتایج مشاهدات جدید مورد استفاده قرار می‌گیرد. وقتی چنین مشاهداتی با پیش‌بینی‌های یک نظریه در تناقض باشد، ممکن است دوباره بررسی شده یا اگر توضیحات جدید بهتری برای واقعیت‌های مشاهده‌شده جایگزین گردد، مردود شوند. برای مثال، نظریهٔ گرانش نیوتون با نظریهٔ نسبیت عام اینشتین که مدار عطارد را دقیق‌تر پیش‌بینی کرد، جایگزین شد.

### شواهد نامطمئن

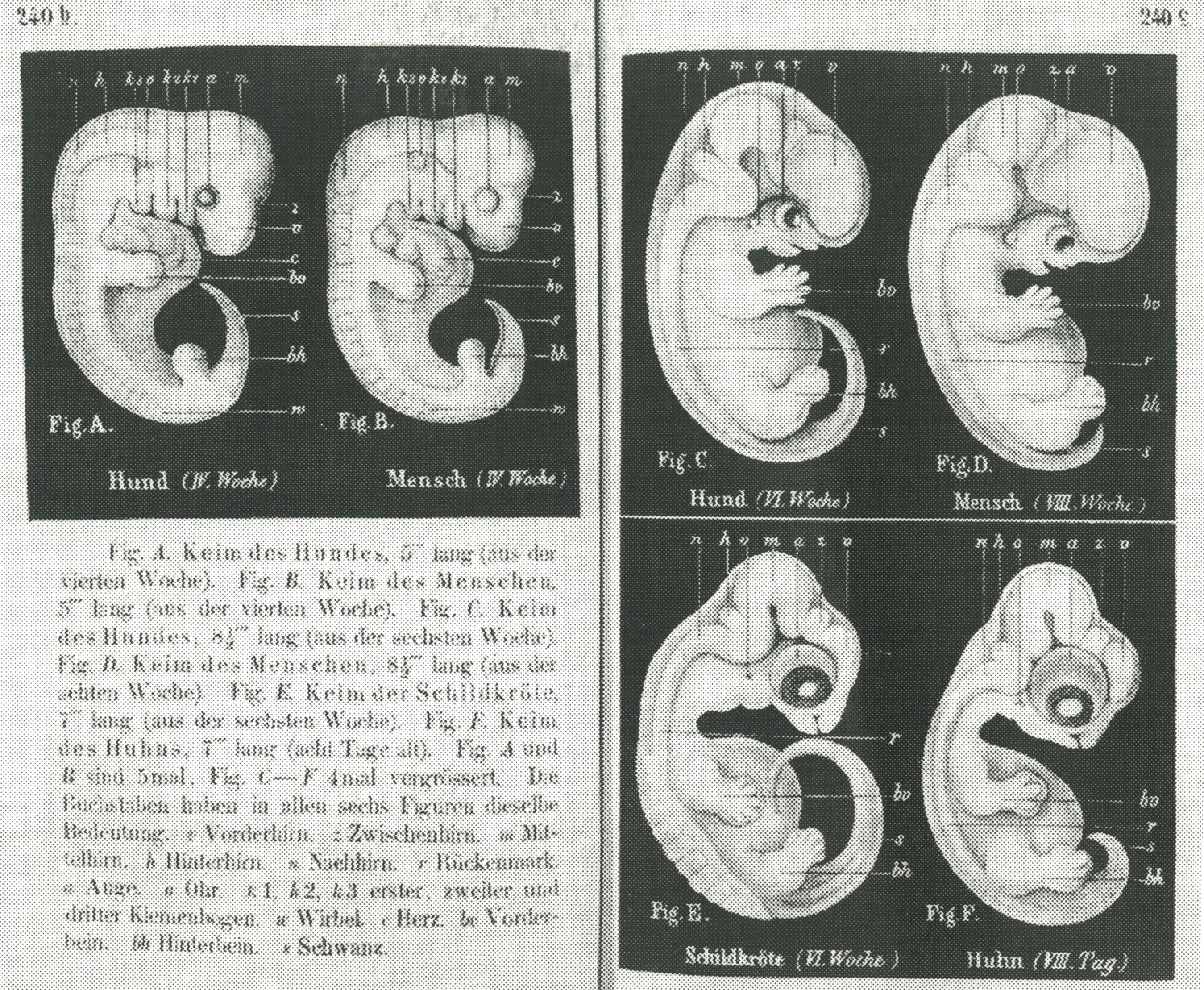
تصویرسازی‌های جنین سگ و انسان، که تا چهار هفتگی تقریباً یکسان به نظر می‌آیند. ارائه‌شده توسط هکل در سال ۱۸۶۸ به عنوان شاهدی بر فرگشت.

یک ایراد این است که فرگشت بر اساس شواهد نامطمئن پا گرفته، و ادعا می‌شود که فرگشت حتی شواهد کافی هم ندارد. عموماً این ایراد بر پایهٔ این بحث شکل گرفته که یا شواهدِ فرگشت پر از فریب و شوخی‌های فریب‌کارانه است و شواهد فعلیِ فرگشت مانند برخی از شواهد دیگر در گذشته در شُرف بی‌اعتبار شدن است، یا اینکه شمار خاصی از شواهد با هم نمی‌خوانند و مورد شک‌اند.
بحث‌هایی که مخالف اطمینان از فرگشت هستند، بیشتر بر تحلیل تاریخ تفکر فرگشتی یا تاریخ علم استوارند. خلقت‌گرایان اشاره دارند که در گذشته، انقلاب‌های بزرگ علمی نظریه‌هایی را که در آن زمان قریب به یقین پنداشته می‌شدند، از دُور خارج کردند. این گروه بنابر همین نکته ادعا می‌کنند که نظریهٔ کنونی فرگشت احتمالاً متحمل انقلابی در آینده می‌شود. همچنین ادعا شده که برخی از شواهد پیشین برای فرگشت که اکنون منسوخ و مغلوط محسوب می‌شوند، مانند طراحی‌های مقایسه‌ای از جنین‌ها از ارنست هکل در قرن نوزدهم، برای به تصویر کشیدن نظریهٔ بازپیدایی (یا سیر فرگشت)، نه‌تنها خطا، که فریب‌کاری بوده‌اند.
جاناتان وِلز، زیست‌شناس مولکولی، کتُب زیست‌شناسی را به این دلیل که آن‌ها به بازتولید شواهد رد شده ادامه می‌دهند، به نقد می‌کشد. در پاسخ، مرکز ملی تحصیل علم ذکر می‌کند که هیچ‌یک از کتاب‌هایی که توسط ولز مرور شده، خطاهای ادعا شده را ندارد؛ چرا که طراحی‌های هکل در زمینه‌ای تاریخی همراه با بحث دربارهٔ دلیل غلط بودن‌شان نمایش داده شده‌اند، و طراحی‌ها و عکس‌های دقیق امروزی که در این کتب آمده، توسط ولز نامناسب و بد جلوه داده شده‌اند.

### گاه‌شناسی یا وقایع‌نگاری نامطمئن
دعوی خلقت‌گرایان این است که فرگشت بر گونه‌های خاصی از شواهد تکیه دارد که اطلاعات قابل اعتمادی دربارهٔ گذشته به دست نمی‌دهند. برای مثال، بحثی مطرح شده که تاریخ‌گذاری پرتوسنجی (سن‌یابی رادیومتری)، به‌عنوان تکنیکی برای تخمین سنِ مواد، بر این اساس است که میزان واپاشی پرتوزا یا واپاشی رادیواَکتیویتهی ایزوتوپ‌های مشخصی نتایج ناهمخوان و نامطمئن می‌دهد. به‌ویژه اینکه تاریخ‌گذاری پرتوکَربنی یا سن‌یابی رادیوکربنی بر اساس ایزوتوپ کربنِ ۱۴ مورد انتقاد واقع شده. بحث بر سر این است که واپاشی پرتوسنجی برشماری از فرضیات تضمین‌نشده مانند یونیفُورمیتِریَنیسم تکیه دارد. چنین بحث‌هایی به این دلایل توسط دانشمندان مردود شده‌اند که روش‌های مستقل قابل اعتماد بودنِ سن‌یابی رادیومتری را در کلیت آن تأیید کرده‌اند. به علاوه، روش‌ها و تکنیک‌های متفاوت سن‌یابی رادیومتری نتایج یکدیگر را به‌طور مستقل مورد تأیید قرار داده‌اند.
شکل دیگری از اعتراض این است که شواهد فسیلی غیرقابل اعتماد است. این مورد بر اساس دامنه بسیار گسترده‌تری از دعوی‌ها بنا شده، شامل شکاف‌های بسیاری در مدرک سند فسیلی وجود دارد؛ و سن‌یابی فسیل استدلالی دایره‌ای است؛ برخی فسیل‌های خاص، مانند فسیل‌های پُلی‌اِسترات، به نظر جابه‌جا شده‌اند. بررسیِ زمین‌شناسان فسیل‌های پلی‌استرات را سازگار با شکل‌گیری در همان محل خود می‌داند. اینکه برخی ویژگی‌های فرگشت به جای پشتیبانی از تعادل نقطه‌ای تدریج‌گرایانه فرگشت، که برخی آن را نظریه‌ای فاقد عمومیت‌پذیری برای توضیح شکاف‌ها و فواصل ثبت فسیلی می‌دانند، از این اعتقاد خلقت‌گرایان پشتیبانی می‌کند که پوستهٔ زمین دستخوش انقلاب‌های ناگهانی طبیعت شده (مقایسه شود با بلای آسمانی سیل عظیم).

## دلایل دانشمندان مخالف
برخی از دانشمندان بر این باورند که نظریه داروین برای توضیح حیات و آفرینش انسان کافی نیست. کالین ریوز از دانشگاه کاونتری می‌گوید: داروینیسم در سده ۱۹ یک ایده جالب بود اما در مورد توانایی انتخاب طبیعی برای ایجاد سامانه‌های زیستی پیچیده جای تردید وجود دارد. او یکی از دانشمندانی است که مخالفت علمی خود با داروینیسم را اعلام کرد.
در سمیناری که در دانشگاه شیکاگو در زمینه مورفولوژی فرگشتی برگزار شد در تاریخ ۵ نوامبر ۱۹۸۱، کالین پترسون با بیش از پنجاه متخصص در رشته‌های زیر ربط و میهمانانی از موزه تاریخ طبیعی آمریکا در نیویورک آمده بودند صحبت کرد، یک نمایش تاریخی دربارهٔ این علم صورت گرفت و به موضوع قطعی ندانستن نظریهٔ داروین پرداخته شد. سمینار دیگری را نیز در موزهٔ تاریخ طبیعی آمریکا برگزار کرد؛ در هر دوی آن‌ها کالین پترسون ابتدا سؤالی را بیان کرد:
"?Can you tell me anything you know about evolution, any one thing that is true"
در هر دو مکان برگزاری سمینار کسی به سؤال کالین پترسون نتوانست پاسخی دهد و صحبت‌های او توسط متخصصان مورفولوژی در دانشگاه شیکاگو مورد استقبال قرار گرفت.
جد ماکسکو، زیست‌شناس مولکولی در دانشگاه برکلی در بارهٔ رد تئوری فرگشت این‌گونه عنوان می‌کند: در بدن انسان چیزی حدود صد تریلیون سلول وجود دارد و هر کدام آن‌ها هسته‌ای دارد که حاوی DNA یا ژنوم است. و هر ژنوم انسان در حدود ۳ میلیارد بخش اطلاعات دارد؛ هر کدام از آن بخش‌ها می‌توانند چهار ترکیب بازی داشته باشند(A-T-G-S). بنابراین وقتی آن چهار ترکیب را ضرب در ۳ میلیارد بخش مختلف اطلاعات می‌کنید میزان اطلاعات درون سلول‌های انسان در حدی باورنکردنی عظیم و هنگفت می‌شود و چیزی که حقیقتاً باعث حیرت من می‌شود این است که تنها چند تا ترکیب از آن ژنوم به نسبت احتمال عظیم و ترکیبات مختلف عظیمِ DNA درون سلول، به انسان اجازه می‌دهد که عملکرد خودش را انجام بدهد و هم ایستایی خود رو حفظ کند
فرانسیس کریک، یکی از کاشفان مارپیچ مضاعف DNA و برندهٔ جایزهٔ نوبل فیزیولوژی در کتاب خود عنوان می‌کند که واحدهای سازنده حیات باید نتیجه چیزی فراتر از جهش‌های تصادفی باشند. کریک با این حرف اعتبار علمی خود را به خطر انداخت او می‌گوید: یک مرد صادق که از همه دانش موجود تاکنون آگاهی دارد تنها می‌تواند بگوید که در برخی موارد منشأ حیات، بیشتر به یک معجزه شبیه است. در ادامه می‌گوید، در جهان علمی این بیان معادل کفر (از نظر علمی) است. من بر این باورم که چیزی بیش از فرگشت‌شانسی منجر به وجود ما شده‌است.
مایکل بیهی، بیوشیمیدان دانشگاه لیهای و بنیان‌گذار فلسفهٔ پیچیدگی کاهش ناپذیر می‌گوید: اساساً انتخاب طبیعی باید چیزی را پیدا کند که حداقل کمی کارکرد دارد و سپس کمی اصلاح می‌شود و در نسل بعدی کمی بیشتر اصلاح می‌شود. او می‌دانست که اگر قرار باشد چیزها سریع‌تر از معمول یا در یک گام بیش از حد بلند اصلاح بشوند آن وقت این گمان به وجود می‌آید که شاید چیزی غیر از انتخاب طبیعی در کار بوده‌است. با این وجود به راحتی می‌شود به ایرادات ساختاری‌ای مانند پیچیدگی کاهش‌ناپذیر در بسیاری از سامانه‌های زیستی اشاره کرد و نشان داد که انتخاب طبیعی موانع بسیار بسیار بزرگی در این سامانه‌ها داشته و می‌شود اینگونه اشاره کرد که دانشمندان نتوانسته‌اند از انتخاب طبیعی برای توضیح چنین مسائلی اسفاده کنند. در نتیجه شواهد زیادی داریم که می‌گویند بسیاری از سامانه‌های زیستی در خلقت نمی‌توانند با اصلاحات بی‌شمار پیوسته و جزئی داروینی پدید آمده باشند. مایکل بیهی در مستندی با عنوان گشایش معمای زندگی و همچنین در چند سمینار علمی برگزار شده در دانشگاه لیهای به ذکر این نکات پرداخته‌است.

## کتاب‌ها و مقالات
کتاب‌های بسیاری برای رد تئوری داروین نوشته و چاپ شده‌است که می‌توان به مواردی از آن اشاره کرد: جعبهٔ سیاه داروین، فرگشت فرضیه‌ای در بحران، تقدیر زیست-شیمیایی، استنتاج طراحی، امضا در سلول DNA و شواهدی بر طراحی هوشمند، می‌باشد.

## فیلم و مستند
مستند «گشایش رمز زندگی» به بررسی نظرات شمار بالایی از دانشمندان غربی به‌ویژه آمریکایی می‌پردازد که با به‌کارگیری استدلال‌های علمی تجربی و حسی به مخالفت با نظریات داروین پرداخته‌اند.

## امکان و قابلیت پذیرش
امروزه با پیشرفت علم ژنتیک و بیوتکنولوژی، قابلیت مقایسه میان DNA افراد و موجودات از طریق نشانگرهای مولکولی فراهم گشته‌است. از این قابلیت برای شناسایی قرابت و شباهت‌های موجودات با یکدیگر، همچنین برای جرم‌شناسی و تشخیص والد و فرزند در مسائل قضایی و حقوقی استفاده می‌شود؛ آزمایش DNA نشان داده‌است که تفاوت بین DNA انسان و شامپانزه در حدود یک درصد است و این خود مهر تأییدی بر نظریهٔ فرگشت (تکامل) می‌باشد.

## دلیل مخالفت‌ها
به گفتهٔ جیمز واتسون در مقدمهٔ کتابش ژنتیک مولکولی، با وجود مخالفت‌ها نظریهٔ فرگشت (تکامل) در دهه ۱۸۶۰ اثبات شد ولی بسیاری همچنان به‌شدت به مخالفت‌های خود ادامه می‌دادند که مخالفت‌های آنان منشأ علمی نداشته و ناشی از تعصبات و باورهای مذهبی است. به‌علاوه، امروزه، اکثریت قاطع (نزدیک به ۹۷٪) جوامع علمی فرگشت را به عنوان نظریه علمی برتر در توضیح گوناگونی حیات پذیرفته‌اند، و انجمن‌های علمی با قاطعیت در برابر چالش‌های مخالفان استدلال کرده و آن‌ها را رد کرده‌اند.